# AFAS 스타디온
AFAS 스타디온(AFAS Stadion), 옛 이름 DSB 스타디온(DSB Stadion)은 다목적 경기장으로 네덜란드의 알크마르에 위치해 있다. 대부분 축구 경기에 사용되며 현재 AZ 알크마르의 홈구장으로 사용된다. 경기장은 17,023명을 수용할 수 있으며, 2006년 8월 4일에 아스널 FC와의 친선경기로 공식적으로 개장하였다. AZ는 이 경기에서 3-0으로 패하였으며 지우베르투 실바가 경기장 첫골의 주인공이 되었다. 첫 번째 에레디비시 경기는 NAC 브레다와의 경기로 AZ가 8-1로 승리하였다. 이 경기에서 독일 미드필더인 시몬 치오머가 해트트릭을 기록하였다.
AFAS 스타디온은 AZ의 이전 경기장인 알크마르데르호트를 대신하여 건설되었다. 경기장의 공식 명칭은 AFAS 스타디온이지만 팬들은 빅토리 경기장으로 부르며 스페인과의 80년 전쟁을 은근히 암시하곤 한다.